# 엔터테인먼트 투나잇
《엔터테인먼트 투나잇》(Entertainment Tonight)은 미국 CBS 계열의 지역 방송국에서 방송 판매 형식으로 방송되는 연예 정보 프로그램이다.

## 개요
1981년 9월 14일에 처음 방송되었다. 미국의 연예 산업의 최신 뉴스를 전한다.